# I. e. 640
Évszázadok: i. e. 8. század – i. e. 7. század – i. e. 6. század
Évtizedek: i. e. 690-es évek – i. e. 680-as évek – i. e. 670-es évek – i. e. 660-as évek – i. e. 650-es évek – i. e. 640-es évek – i. e. 630-as évek – i. e. 620-as évek – i. e. 610-es évek – i. e. 600-as évek – i. e. 590-es évek
Évek: i. e. 645 – i. e. 644 – i. e. 643 – i. e. 642 –  i. e. 641 – i. e. 640 – i. e. 639 – i. e. 638 – i. e. 637 – i. e. 636 – i. e. 635

## Események
- A 35. olümpiai játékok: Külón győz kettős futásban[1]
- Ancus Martius római király uralkodásának kezdete (i. e. 616-ig)
- a kis-ázsiai Lüdiában elsőként használnak nemesfémből (elektronból) vert pénzeket.
- az asszírok leverik a Lügdamisz (asszírul Dugdamme) vezette kimmereket